# Таиф
Таиф (на арабски: الطائف – Ат-Таиф; правопис по американската система BGN: Aṭ-Ṭā’if) е голям град в Саудитска Арабия.

## География
Разположен е в подножието на западните планини на страната на надморска височина 1450 м. Северозападно от Ат-Таиф са градовете Мека и (на Червено море) Джида. Население 579 970 жители от преброяването през 2010 г.

## История
Заточен в Ат-Таиф прекарва последните си години османският държавник Мидхат паша.